# Elaphoglossum brenesii
Elaphoglossum brenesii är en träjonväxtart som beskrevs av John T. Mickel. Elaphoglossum brenesii ingår i släktet Elaphoglossum och familjen Dryopteridaceae. Inga underarter finns listade.